# Adelphicos ibarrorum
Adelphicos ibarrorum là một loài rắn trong họ Rắn nước. Loài này được Campbell & Brodie mô tả khoa học đầu tiên năm 1988.